# Harry Knudsen
Pour les articles homonymes, voir Knudsen.
Harry Madsen Knudsen  est un rameur danois né le 4 mars 1919 à Højelse et mort le 1er septembre 1998. 

## Biographie
Harry Knudsen dispute l'épreuve de quatre en pointe avec barreur aux côtés d'Erik Larsen, Henry Larsen, Børge Raahauge Nielsen et Ib Olsen aux Jeux olympiques d'été de 1948 de Londres et remporte la médaille de bronze.